# Soma telescópica
O nome  soma telescópica  deriva da função do telescópio, ou seja , assim como este objeto encurta a enorme distancia entre nossos olhos e os corpos celestes , esta propriedade encurta o caminho entre a soma inicial de muitas parcelas e o cálculo do resultado da mesma.
Então o objetivo das somas telescópicas é facilitar o trabalho, de modo que não seja necessário desenvolver uma quantidade infinita de termos ou simplificar por muito tempo uma cadeia de adendo
A totalidade dos termos não será expressa, tornando-se necessária apenas para a demonstração do resultado, mas não para o processo normal de cálculo.
O importante é notar a convergência das séries numéricas. Às vezes, o argumento da soma não será expresso telescopicamente. Nesses casos, a implementação de métodos alternativos de fatoração é muito comum. Veja propriedades auxiliares em somatório.
Em matemática, esta soma segue um dos seguintes padrões:
{\displaystyle \sum _{k=1}^{N}(F_{k}-F_{k+1})=F_{1}-F_{n+1}\,}
Ou
{\displaystyle \sum _{k=1}^{N}(F_{k+1}-F_{k})=F_{n+1}-F_{1}\,}
Ainda, de forma similar:
{\displaystyle (a_{2}-a_{1})+(a_{3}-a_{2})+(a_{4}-a_{3})+\ldots +(a_{n}-a_{n-1})\,}
Esta soma pode ser simplificada:
{\displaystyle (a_{2}-a_{1})+(a_{3}-a_{2})+(a_{4}-a_{3})+\ldots +(a_{n}-a_{n-1})=a_{n}-a_{1}\,}
Naturalmente qualquer seqüência de termos {\displaystyle b_{n}\,} pode ser escrita como uma soma telescópica:
{\displaystyle b_{n}=b_{1}+(b_{2}-b_{1})+(b_{3}-b_{2})+\ldots +(b_{n}-b_{n-1})\,}

## Desenvolvimento
```
Dada uma sequencia 

  

    

      

        
 

        

          
F

          

            
n

          

        

        

          
c

          
o

          
m

        

        
 

        
n

        
∈

        

          
N

        

        

      

    

    
{\displaystyle \ F_{n}\mathrm {com} \ n\in \mathbb {N} \,}

  

 tem-se que 

  

    

      

        
Δ

        
 

        

          
F

          

            
k

          

        

        
=

        

          
F

          

            
k

            
+

            
1

          

        

        
−

        

          
F

          

            
k

          

        

        
 

      

    

    
{\displaystyle \Delta \ F_{k}=F_{k+1}-F_{k}\ }

  

```

Dessa forma:
{\displaystyle {\begin{aligned}\Delta \ F_{1}&{}=F_{2}-F_{1}\\\Delta \ F_{2}&{}=F_{3}-F_{2}\\\Delta \ F_{3}&{}=F_{4}-F_{3}\\&{}\ldots \\\Delta \ F_{n-1}&{}=F_{n}-F_{n-1}\\\Delta \ F_{n}&{}=F_{n+1}-F_{n}\\\end{aligned}}}
Somando todas as equações membro a membro:
{\displaystyle \Delta F_{1}+\Delta F_{2}+\ldots +\Delta F_{n}=F_{2}-F_{1}+F_{3}-F_{2}+\ldots +F_{n}-F_{n-1}+F_{n+1}-F_{n}\,}
Efetuando os devidos cancelamentos, temos:
{\displaystyle \Delta F_{1}+\Delta F_{2}+\ldots +\Delta F_{n}=F_{n+1}-F_{1}\,}
Portanto:
{\displaystyle \sum _{k=1}^{N}(F_{k+1}-F_{k})=F_{n+1}-F_{1}\,}

## Demonstração
Ao desenvolver a soma, a eliminação de fatores é bem obvia.
O primeiro caso será tomado como exemplo, sendo o processo do segundo feito de forma análoga.
Para limite = 3:
{\displaystyle \sum _{k=1}^{3}(F_{k}-F_{k+1})\,}
·{\displaystyle \ X_{1}(F_{1}-F_{1+1})=F_{1}-F_{2}\,}
·{\displaystyle \ X_{2}(F_{2}-F_{2+1})=F_{2}-F_{3}\,}
·{\displaystyle \ X_{3}(F_{3}-F_{3+1})=F_{3}-F_{4}\,}
Expressando a soma dos elementos descritos:
{\displaystyle \sum _{k=1}^{3}(F_{k}-F_{k+1})=X_{1}+X_{2}+X_{3}=F_{1}-F_{2}+F_{2}-F_{3}+F_{3}-F_{4};\,}
Observe que os termos {\displaystyle F_{2}\,} e {\displaystyle F_{3}\,}, são descritos junto com seus opostos, sendo sua simplificação inevitável.Da mesma forma é notado que os termos {\displaystyle F_{1}\,} e {\displaystyle F_{4}\,} se mantem.
Significa que {\displaystyle F_{4}\,} é o termo genérico {\displaystyle F_{k+1}\,}.
Demonstrando a igualdade:
{\displaystyle \sum _{k=1}^{N}(F_{k}-F_{k+1})=F_{1}-F_{n+1}\,}
______________________________________________________________________________________________________________________________________________________________________________
De forma análoga temos como exemplo o segundo caso:
Para limite = 5:
{\displaystyle \sum _{k=1}^{5}(F_{k+1}-F_{k})\,}
·{\displaystyle \ X_{1}(F_{1+1}-F_{1})=F_{2}-F_{1}\,}
·{\displaystyle \ X_{2}(F_{2+1}-F_{2})=F_{3}-F_{2}\,}
·{\displaystyle \ X_{3}(F_{3+1}-F_{3})=F_{4}-F_{3}\,}
·{\displaystyle \ X_{4}(F_{4+1}-F_{4})=F_{5}-F_{4}\,}
·{\displaystyle \ X_{5}(F_{5+1}-F_{5})=F_{6}-F_{5}\,}
Expressando a soma dos elementos descritos:
{\displaystyle \sum _{k=1}^{5}(F_{k}-F_{k+1})=X_{1}+X_{2}+X_{3}+X_{4}+X_{5}=F_{2}-F_{1}+F_{3}-F_{2}+F_{4}-F_{3}+F_{5}-F_{4}+F_{6}-F_{5};\,}
Observe que os termos {\displaystyle F_{2},F_{3},F_{4}\,} e {\displaystyle F_{5}\,}, são descritos junto com seus opostos, sendo sua simplificação inevitável.Da mesma forma é notado que os termos {\displaystyle F_{1}\,} e {\displaystyle F_{6}\,} se mantem.
Significa que {\displaystyle F_{6}\,} é o termo genérico {\displaystyle F_{k+1}\,}.
Demonstrando a igualdade:
{\displaystyle \sum _{k=1}^{N}(F_{k+1}-F_{k})=F_{n+1}-F_{1}\,}

## Exemplos
```

  

    

      

        

          

            
1

            

              
1

              
(

              
2

              
)

            

          

        

        
+

        

          

            
1

            

              
2

              
(

              
3

              
)

            

          

        

        
+

        

          

            
1

            

              
3

              
(

              
4

              
)

            

          

        

        
+

        
…

        
+

        

          

            
1

            

              
999

              
(

              
1000

              
)

            

          

        

        

      

    

    
{\displaystyle {\frac {1}{1(2)}}+{\frac {1}{2(3)}}+{\frac {1}{3(4)}}+\ldots +{\frac {1}{999(1000)}}\,}

  

```

Observe que o denominador segue o padrão: {\displaystyle k(k+1):k\in \mathbb {N} \,}.Logo, esta soma pode ser escrita como:
{\displaystyle {\frac {1}{1(2)}}+{\frac {1}{2(3)}}+{\frac {1}{3(4)}}+\ldots +{\frac {1}{999(1000)}}=\sum _{k=1}^{999}{\frac {1}{k(k+1)}}\,}
A ideia é usar a propriedade telescopica para facilitar o calculo , assim , buscamos escrever o termo {\displaystyle {\frac {1}{k(k+1)}}\,} como a diferença de outros dois.
Então, {\displaystyle {\frac {1}{k(k+1)}}={\frac {k+1-k}{k(k+1)}}={\frac {k+1}{k(k+1)}}-{\frac {k}{k(k+1)}}={\frac {1}{k}}-{\frac {1}{(k+1)}}\,}
Assim:
{\displaystyle {\begin{aligned}\sum _{k=1}^{999}{\frac {1}{k(k+1)}}&{}=\sum _{k=1}^{999}\left({\frac {1}{k}}-{\frac {1}{k+1}}\right)\\&{}=\left(1-{\frac {1}{2}}\right)+\left({\frac {1}{2}}-{\frac {1}{3}}\right)+\cdots +\left({\frac {1}{k}}-{\frac {1}{k+1}}\right)\\&{}=1+\left(-{\frac {1}{2}}+{\frac {1}{2}}\right)+\left(-{\frac {1}{3}}+{\frac {1}{3}}\right)+\cdots +\left(-{\frac {1}{k}}+{\frac {1}{k}}\right)-{\frac {1}{k+1}}\\&{}=1-{\frac {1}{k+1}}\end{aligned}}}
Portanto:
{\displaystyle \sum _{k=1}^{999}{\frac {1}{k(k+1)}}=1-{\frac {1}{k+1}}=1-{\frac {1}{999+1}}={\frac {999}{1000}}\,}.
```
Calcule: 

  

    

      

        

          
∑

          

            
n

            
=

            
3

          

          

            
10

          

        

        

          
2

          

            
n

          

        

        
−

        

          
2

          

            
n

            
+

            
1

          

        

        

      

    

    
{\displaystyle \sum _{n=3}^{10}2^{n}-2^{n+1}\,}

  

```

Desenvolvendo a soma temos: {\displaystyle (2^{3}-2^{4})+(2^{4}-2^{5})+(2^{5}-2^{6})+\ldots +(2^{10}-2^{11})\,}
Vemos que os termos de {\displaystyle 2^{4}\,} ate {\displaystyle 2^{10}\,} se cancelam e portanto o calculo pode ser resumido a:
{\displaystyle \sum _{n=3}^{10}2^{n}-2^{n+1}=2^{3}-2^{11}=-2040\,}
Usando a propriedade telescópica não é necessário o desenvolvimento , apenas perceber que se trata de uma soma telescópica, chegando ao resultado mais rápido.
```
Dada a seguinte sequencia recursiva: 

  

    

      

        
 

        

          
a

          

            
1

          

        

        
=

        
1

        
,

        

          
a

          

            
n

            
+

            
1

          

        

        
=

        

          

            

              
a

              

                
n

              

            

            

              
1

              
+

              
n

              

                
a

                

                  
n

                

              

            

          

        

        

      

    

    
{\displaystyle \ a_{1}=1,a_{n+1}={\frac {a_{n}}{1+na_{n}}}\,}

  

.Calcule 

  

    

      

        
 

        

          
a

          

            
2012

          

        

        

      

    

    
{\displaystyle \ a_{2012}\,}

  

.
```

A princípio, inverte-se a equação que define {\displaystyle \ a_{n+1}\,} para desmembra-la em duas frações como veremos a seguir:
{\displaystyle {\frac {1}{a_{n+1}}}={\frac {1+na_{n}}{a_{n}}}\Rightarrow {\frac {1}{a_{n+1}}}={\frac {1}{a_{n}}}+{\frac {na_{n}}{a_{n}}}\Rightarrow {\frac {1}{a_{n+1}}}={\frac {1}{a_{n}}}+n\,}
Fazendo {\displaystyle b_{n}={\frac {1}{a_{n}}}\,}
{\displaystyle b_{n+1}=b_{n}+n}
Desenvolvendo os termos temos:
{\displaystyle {\begin{aligned}b_{2}&{}=b_{1}+1\\b_{3}&{}=b_{2}+2\\&{}\ldots \\b_{2011}&{}=b_{2010}+2010\\b_{2012}&{}=b_{2011}+2011\\\end{aligned}}}
Isolando as variaveis tem-se:
{\displaystyle {\begin{aligned}b_{2}-b_{1}&{}=1\\b_{3}-b_{2}&{}=2\\&{}\ldots \\b_{2011}-b_{2010}&{}=2010\\b_{2012}-b_{2011}&{}=2011\\\end{aligned}}}
Somando todas as equações:
{\displaystyle \ b_{2}-b_{1}+b_{3}-b_{2}+\ldots +b_{2011}-b_{2010}+b_{2012}-b_{2011}=1+2+\ldots +2010+2011\,}
Nota-se que pela propriedade da soma telescópica :
{\displaystyle \ b_{2012}-b_{1}=1+2+\ldots +2010+2011\,}
Por propriedade de Progressão Aritmetica:
{\displaystyle \ b_{2012}-b_{1}={\frac {2012*2011}{2}}\,}
{\displaystyle b_{1}={\frac {1}{a_{1}}}\rightarrow b_{1}=1\,}. Por definição.
Portanto {\displaystyle b_{2012}=1+{\frac {2012*2011}{2}}\,}
Logo,
{\displaystyle a_{2012}={\frac {1}{1+1006*2011}}}.

## Somas telescópicas e Progressão aritmética
```
Veremos que os termos de 

  

    

      

        

          
∑

          

            
i

            
=

            
1

          

          

            
n

            
+

            
1

          

        

        
i

        

      

    

    
{\displaystyle \sum _{i=1}^{n+1}i\,}

  

 seguem uma progressão aritmetica de razão 1.
```

Desenvolvendo os termos:
{\displaystyle {\begin{aligned}\ i_{2}&{}=i_{1}+1\\\ i_{3}&{}=i_{2}+1\\&{}\ldots \\\ i_{n}&{}=i_{n-1}+1\\\ i_{n+1}&{}=i_{n}+1\\\end{aligned}}}
Se fizermos a subtração de termos consecutivos afirmamos a sentença do enunciado.
{\displaystyle {\begin{aligned}\ i_{2}-i_{1}&{}=1\\\ i_{3}-i_{2}&{}=1\\&{}\ldots \\\ i_{n}-i_{n-1}&{}=1\\\ i_{n+1}-i_{n}&{}=1\\\end{aligned}}}
Somando as equações da segunda sequencia apresentada teremos:
{\displaystyle \ i_{2}-i_{1}+i_{3}-i_{2}+\ldots +i_{n}-i_{n-1}+i_{n+1}-i_{n}=1+1+\ldots +1+1\,}
A partir da propriedade telescopica ,cancelamos os termos que aparecem acompanhados de seus opostos e obtemos:
{\displaystyle \ i_{n+1}-i_{1}=1+1+\ldots +1+1\,}
{\displaystyle \ i_{n+1}-i_{1}=n*1\,}
Como trata-se de uma PA , por este método definimos a formula do termo geral:
{\displaystyle \ i_{n+1}=n*1+i_{1}\,}
A soma da PA ,entretanto, segue a seguinte forma: 
{\displaystyle {\frac {(i_{1}+i_{n+1})n}{2}}\,}
Pois se analisarmos que :
{\displaystyle {\begin{aligned}\sum _{i=1}^{n+1}i&{}=\sum _{i=1}^{n}i+i_{n+1}\\\ i_{n+1}&{}=n*1+i_{n}\\\sum _{i=1}^{n}i&{}=\sum _{i=1}^{n-1}i+i_{n}\\\therefore \sum _{i=1}^{n+1}i&{}=\sum _{i=1}^{n-1}i+i_{n}+n*1+i_{n}\\\end{aligned}}}
Fica evidente a duplicidade dos termos na soma, logo , deve-se dividir por 2.
```
Se 

  

    

      

        
 

        

          
a

          

            
n

            
+

            
1

          

        

        
=

        

          

            

              
2

              

                
a

                

                  
n

                

              

              
+

              
1

            

            
2

          

        

        

      

    

    
{\displaystyle \ a_{n+1}={\frac {2a_{n}+1}{2}}\,}

  

 para 

  

    

      

        
 

        
n

        
>=

        
1

        

      

    

    
{\displaystyle \ n>=1\,}

  

  e 

  

    

      

        
 

        

          
a

          

            
1

          

        

        
=

        
2

        

      

    

    
{\displaystyle \ a_{1}=2\,}

  

.Determine 

  

    

      

        
 

        

          
a

          

            
101

          

        

        

      

    

    
{\displaystyle \ a_{101}\,}

  

```

{\displaystyle \ a_{n+1}=a_{n}+{\frac {1}{2}}\,}
{\displaystyle \ a_{n+1}-a_{n}={\frac {1}{2}}=\,} cte. (Progressão aritmética de razão {\displaystyle {\frac {1}{2}}\,})
Desenvolvendo os termos, temos:
{\displaystyle {\begin{aligned}\ a_{n+1}-a_{n}&{}={\frac {1}{2}}\\\ a_{n}-a_{n-1}&{}={\frac {1}{2}}\\\ a_{n-1}-a_{n-2}&{}={\frac {1}{2}}\\&{}\ldots \\\ a_{2}-a_{1}&{}={\frac {1}{2}}\\\end{aligned}}}
Somando-se as equações e utilizando a propriedade da soma telescópica:
{\displaystyle \ a_{n+1}-a_{1}=n{\frac {1}{2}}\,}
Logo, a formula do termo geral será:
{\displaystyle \ a_{n+1}=a_{1}+n{\frac {1}{2}}\,}
Desta forma,
{\displaystyle {\begin{aligned}\ n+1=101;n=100.\\\ \\\ a_{101}&{}=a_{1}+n{\frac {1}{2}}\\\ a_{101}&{}=2+100{\frac {1}{2}}\\\ a_{101}&{}=52\\\end{aligned}}}

## A série telescópica
Define-se série telescópica como o limite da soma telescópica:
{\displaystyle \sum _{n=1}^{\infty }(a_{n+1}-a_{n})=\lim _{n\to \infty }a_{n+1}-a_{1}=\lim _{n\to \infty }a_{n}-a_{1}}
A série telescópica converge, portanto, se e somente se existe o limite {\displaystyle \lim _{n\to \infty }a_{n}\,}

## Referencias
- https://maestrovirtuale.com/somatorio-telescopico-como-e-resolvido-e-exercicios-resolvidos/
- http://www.dm.ufrpe.br/sites/www.dm.ufrpe.br/files/tcc_hugo_leonardo_coutinho_dantas.pdf